# كرد احمد السفلي (غويجة بل)
کرد احمد السفلی (بالفارسية: کرداحمد سفلی) هي منطقة سكنية تقع في إيران في قسم غويجة بل الریفي. يقدر عدد سكانها بـ 90 نسمة .